# Piękna Dolina
Piękna Dolina (niem. Schönthal) – dzielnica miasta Żagań leżąca w jego zachodniej części w dolinie rzeki Czerna. Została spalona zaraz po wojnie do samych fundamentów. Obecnie teren lasu miejskiego, w którym można znaleźć wiele pomników i ruin. Do najcenniejszych należą Dęby Pokoju, źródełko Dohny, pomnik Hermana Gärtnera i pomnik poległych w I wojnie światowej.